# Joensuu kyrka
Joensuu kyrka är huvudkyrkan för en evangelisk-lutherska församling, Joensuun seurakunta i staden Joensuu, Norra Karelen.

## Historia

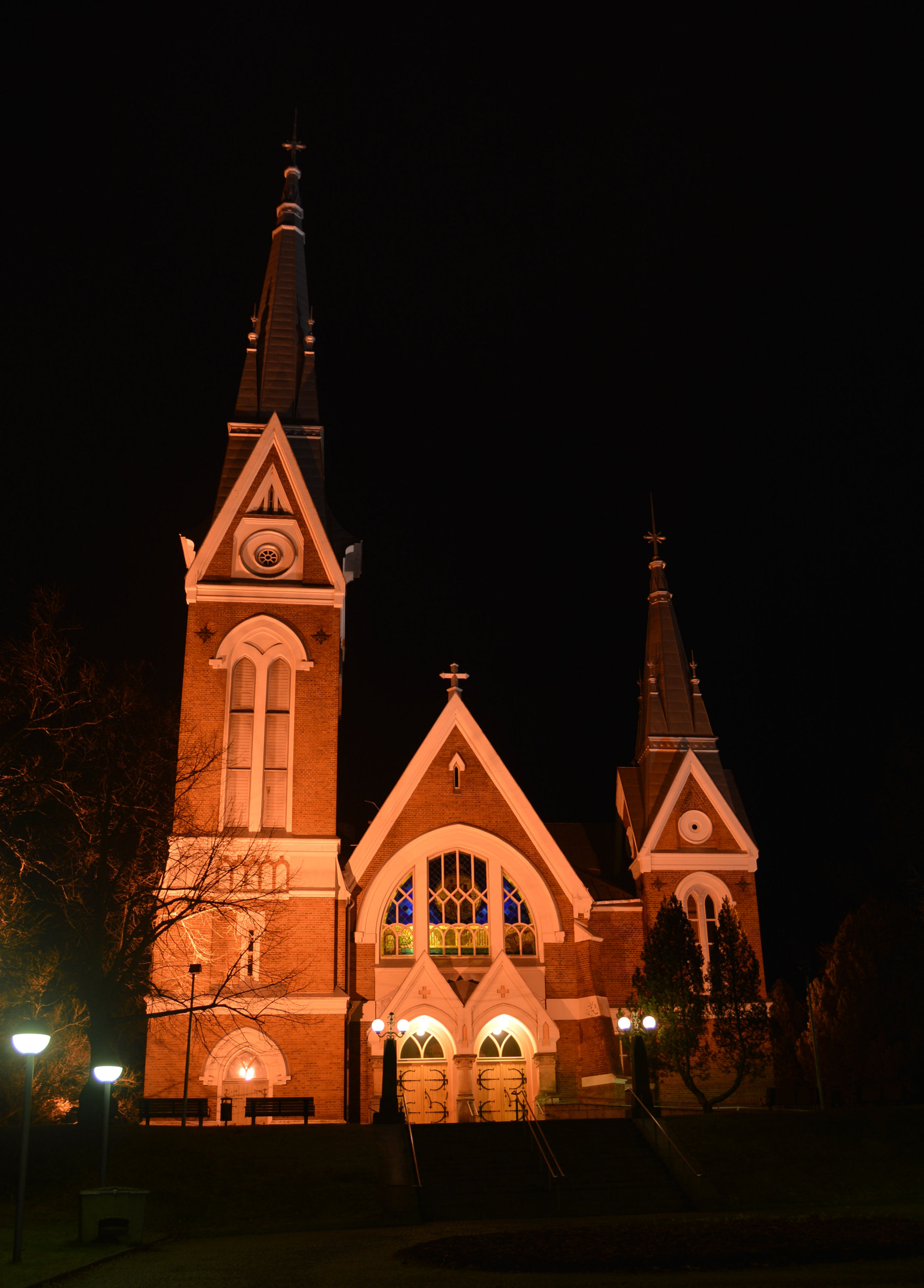
Joensuu kyrka, fasad i kvällsbelysning.

Staden Joensuu grundades 1848, och hörde till år 1857 till Libelits församling, senare till Kontiolax församling tills stadens område avskildes 1912 till eget pastorat, vilket förverkligades 1918.
Stadens första kyrka var en anspråkslös hoptimrad träkyrka, som användes till år 1984. Då byggdes en provisorisk träkyrka enligt planerna av Intendentkontoret (August Boman), en tornförsedd långkyrka med kort tvärhus. Den användes till år 1903, då den nuvarande kyrkan blev färdig. Kyrkan invigdes av prosten Henrik Piipponen 26 juli 1903.
Kyrkan står på en liten kulle, som reser sig från Pielisälvens strand. I stadens äldsta stadsplan av Claës Wilhelm Gyldén från år 1848 hade man reserverat platser för kyrkor i staden så att i norra ändan av Kyrkogatan (Kirkkokatu) fanns plats för stadens ortodoxa kyrka och i södra ändan för den lutherska kyrkan. Således byggdes kyrkan i nord-syd riktningen med huvudentrén mot norr och koret med altaret mot syd.

## Arkitektur

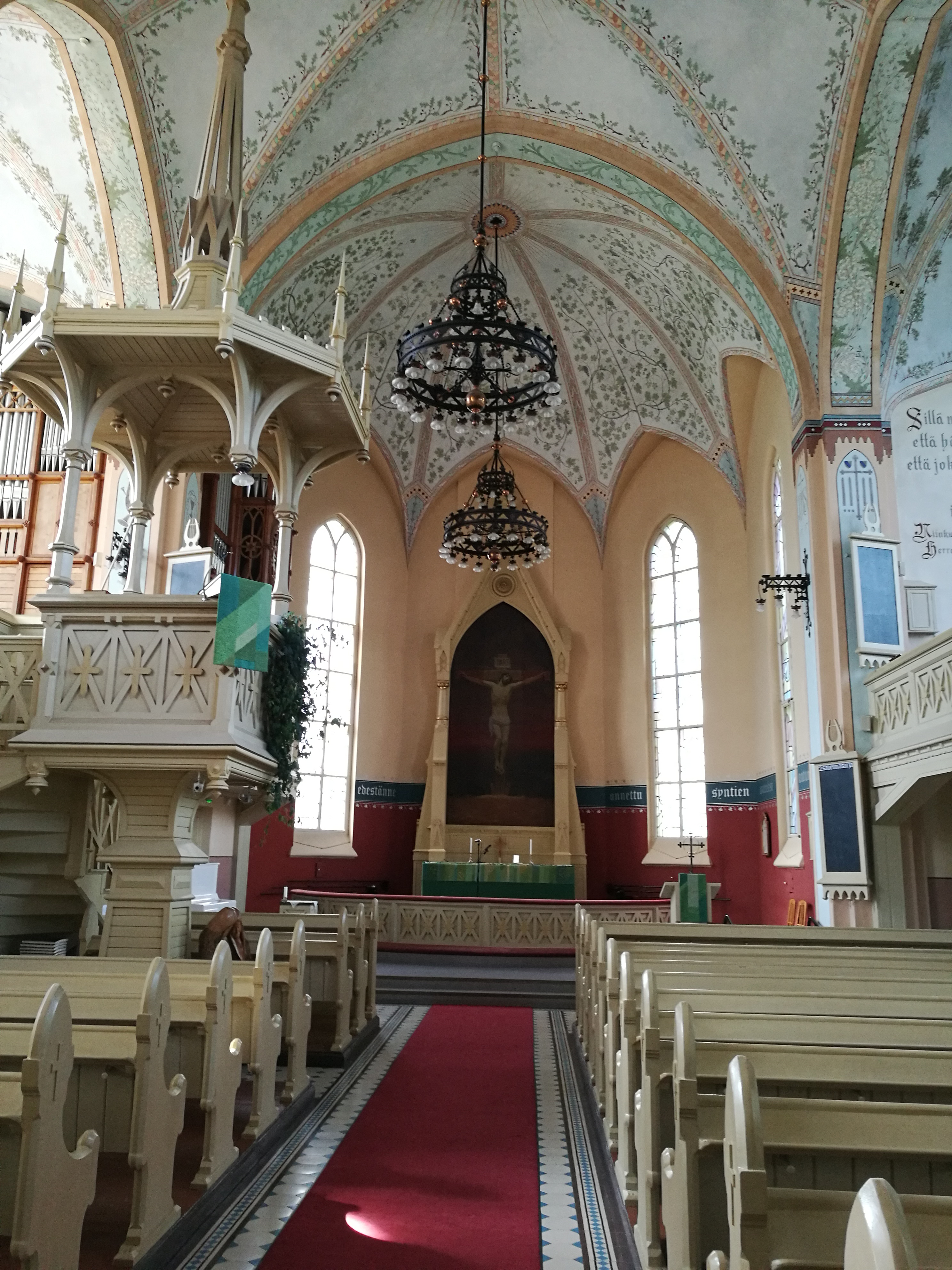
Joensuu kyrka, interiör mot kyrkans kor.

Kyrkan är byggd enligt ritningarna av arkitekt Josef Stenbäck. Den är för tiden typisk ”predikokyrka” med en centralt placerad predikstol. Till sin stil är kyrkan nygotisk med inslag av jugend. Kyrkan är byggd av oputsat rödtegel. Den är så gott som kvadratisk, med ett till kordelen anslutet, mångsidigt avslutat kor och excentriskt placerade torn. Det högsta tornet är till vänster på kyrkans fasad i byggnadens nordöstra hörn, med kyrkans klockor, och det högra fasadtornet i nordvästra hörnet är lägre. Det tredje tornet finns ovanför sakristian, vänster om koret, i sydöstra hörnet. På kyrkans långsidor finns tvärgavlar med stora fönster.

## Interiör
Kyrkorummet indelas genom fyra stenpelare i tre skepp, vilka täckas av 12 stjärnvalv av tegel. Valven och valvbågarna är målade med växtmotiv och på väggarna finns även målade bibeltexter och kristna symboler, gjorda av August Grönroos enligt Josef Stenbäcks ritningar. Koret är dekorerad med motiv av vinrankan, mittskeppet och vestibulen är med motiv av lövträd, sidoskeppen med motiv av barrträd. Den fasta inredningen med predikstol, bänkar och armatur är väl bevarade. Altartavlan, som förbeställer Den korsfäste är från år 1910 av arkitekt Ilmari Launis. Vid församlingens 100-årsjubilemum tillkom glasmålningar av konstnären Antti Salmenlinna i korfönster samt senare en glasmålning av Salmenlinna till rosettfönster ovanför huvudingången.

## Orgel
Kyrkan har två orgel, den gamla, pneumatiska orgeln är från 1904, av Bror Axel Thulé och numera inte spelbar. Den har 25 stämmor på två manualer och pedal. Den finns på vänstra läktaren vid koret.. Kyrkan fick 1969 en ny mekanisk orgel av Kangasala orgelfabrik. Den har 36 stämmor delade på tre manualer och pedal.